# Bob Richardson
Robert George Richardson, född 3 januari 1928 i Rockville Centre, New York, död 5 december 2005 på Manhattan, var en amerikansk modefotograf som gjorde karriär på 1960-talet med sina starkt dramatiska och sexuella bilder. Förutom sex handlar hans bilder mycket om ensamhet. De fotografier Richardson tog var helt annorlunda än de städade bilderna från 1950-talets modemagasin och han kom att förändra hur man fotograferade mode. Bland annat var han den första som sade att det var okej att underexponera filmen så att kläderna inte syntes.
Richardson var ökänd för att vara svår att arbeta med. Han ogillade stylister och redigerare som han tyckte var för mjäkiga och stormade ofta iväg från fotosessioner efter bråk med stylister och andra. Som tjugoettåring diagnostiserades han som schizofren och under sitt liv hade han mycket problem med alkohol och andra droger. Under 1980-talet försvann han helt från modevärlden och var en tid hemlös tills han 1989 söktes upp av Martin Harrison, en beundrare och brittisk konsthistoriker. Efter 15 år utan att röra en kamera började han fotografera på nytt från 1990-talet och fram till sin död, 77 år gammal. Som sjuttiofemåring hade han planer att jobba med musikvideor, som dock omintetgjordes av branschens jakt på unga talanger.
Bob Richardsons son Terry Richardson är också fotograf och kom under 1990-talet att bli ännu kändare än sin far, med sina likaledes sexuellt laddade bilder i en stil som har kallats "porno chic".

## Andra fotografer som också påverkade 1960-talets modefoto
- Richard Avedon
- Helmut Newton
- Lillian Bassman
- David Bailey

## Fotografer inspirerade av Richardson
- Peter Lindbergh
- Bruce Weber
- Steven Meisel